# Jack Slater
Jack Slater war eine Death-Metal-Band aus Köln und Bonn.

## Geschichte
Jack Slater wurde 1995 von Alexander „Sobo“ Sobocinski und Schlagzeuger Sebastian „Sepp“ Mohneke gegründet. Der Name wurde dem Actionfilm Last Action Hero entnommen. 1996 wurde das Demo Abhängig in Zusammenarbeit mit Sänger Alex, einem Bassisten mit dem Pseudonym „Blondie“ und einem zweiten Gitarristen namens Berndt veröffentlicht. Vor der ersten EP Crescendo wechselte das Line-Up wieder. Mit Stefan Horn, der bereits in mehreren kleinen Grindcore- und Death-Metal-Bands aktiv war, stieg 1998 ein neuer Sänger ein.
2001 erschien das Debütalbum Playcorpse und nach mehreren Line-Up-Wechseln 2004 Metzgore. Im Mai desselben Jahres war eine Tour mit Benediction, Master und Divine Empire durch Europa geplant, diese wurde jedoch kurzfristig abgesagt.
2007 stieg Gründungsmitglied Sebastian Mohneke aus. Die Band behalf bis zum Einstieg von David (u. a. Ryse, T-Mushroom) mit Session-Drummern (unter Anderen Martin Below von Guerrilla). Außerdem stieg Kevin Olasz (mittlerweile bei Deadborn) als neuer Gitarrist ein.
Am 14. März 2008 erschien das Album Blut/Macht/Frei. Das Cover-Artwork wurde von Sven de Caluwe (eigentlich Sänger von Aborted) entworfen, beim Musikvideo zu Amnestia führte der Bonner Filmemacher Moritz Hellfritzsch Regie. Im April versteigerte die Gruppe einen Auftritt im Online-Auktionshaus eBay.
2011 gab die Band ihre Auflösung bekannt und spielte ihr letztes Konzert am Metal in de Räbe Festival 2011 in Haltingen.

## Sonstiges
Stefan Horn übernahm von 2011 bis 2012 den Gesang bei den Excrementory Grindfuckers und betätigte sich eine Zeitlang als Solo-Rapper. Alexander „Sobo“ Sobocinski ist seit seinem Ausstieg bei Jack Slater als Gitarrist bei der Weltmusik-Band Marion & Sobo Band aktiv.

## Musik
Die Band spielt laut eigener Aussage „brutalen, technischen Death Metal“. Als Besonderheit sind die Lieder bis einschließlich zum Album „Blut/Macht/Frei“ ausschließlich mit deutschen Texten versehen. Auf dem Album „Extinction Aftermath“ befinden sich 2 Lieder mit englischem Text. Der lyrische Inhalt beinhaltet überwiegend Horror- und Splatter-Szenarien sowie Kannibalismus. Mit Rohrspast vom Album Blut/Macht/Frei befindet sich auch ein Song im Repertoire der Band, in dem sie sich mit dem Rechtsextremismus auseinandersetzen. Die Zeitung Bonner Express bezeichnete die Band vor dem Hintergrund der Tat von Armin Meiwes als „Bonns ekligste Band“. Jack Slater übernahm diese Kategorisierung als Beschreibung.

## Diskografie
- 1996 – Abhängig, Demo
- 1998 – Crescendo, MiniCD
- 2001 – Playcorpse (Gernhart Records)
- 2004 – Metzgore (Cudgel)
- 2008 – Blut/Macht/Frei (War Anthem Records)
- 2010 – Extinction Aftermath (Unundeux)